# Madeleine Bodo Essissima
Madeleine Bodo Essissima (née le 29 avril 1992) est une joueuse camerounaise de volley-ball féminin. Elle est membre de l'équipe du Cameroun de volley-ball féminin. 
Elle fait partie de l'équipe nationale du Cameroun aux Jeux olympiques de 2016 à Rio de Janeiro,. Elle remporte la médaille d'or lors du Championnat d'Afrique de volley-ball féminin 2017.

## Carrière en clubs
- INJS Yaoundé (2015-2016)

## Palmarès
- Médaille d'or au Championnat d'Afrique de volley-ball féminin 2017